# Фройнд, Роберт
Роберт Фройнд (нем. Robert Freund; 1 апреля 1852, Пешт — 8 апреля 1936, там же) — венгерско-швейцарский пианист и музыкальный педагог.
Учился в Лейпцигской консерватории (1865—1868) у Игнаца Мошелеса и Теодора Кокциуса, затем в 1869—1870 гг. в Берлине у Карла Таузига и в 1870—1872 гг. в Будапеште у Ференца Листа (Лист выделял его, играл с Фройндом дуэтом; Фройнду принадлежит авторизованное Листом переложение оркестровой пьесы «Ночное шествие» из цикла «Два эпизода из „Фауста“ Ленау» для фортепиано соло).
С 1875 по 1912 гг. (с непродолжительным перерывом в 1881—1882 гг.) Фройнд жил и работал в Цюрихе, став в 1876 г. первым профессором фортепиано в новосозданной Цюрихской консерватории. Среди его учеников — его младшая сестра Этелька Фройнд, Отмар Шёк, Вилли Реберг, Райнхольд Лаке. В цюрихский период Фройнд через руководителя консерватории Фридриха Хегара сблизился с Иоганнесом Брамсом; к 60-летию композитора он в обществе Фройнда совершил итальянское турне, а после смерти Брамса Фройнд по завещанию получил автограф Второго фортепианного концерта.
В мемуарах «Воспоминания одного пианиста» (нем. Memoiren eines Pianisten; 1915) содержатся сведения о встречах Фройнда с Таузигом, Листом, Брамсом, Гансом фон Бюловым, Йозефом Иоахимом, Фридрихом Ницше, Арнольдом Бёклином и другими выдающимися деятелями.
С 1914 г. жил в Будапеште в семье своей сестры Этельки Фройнд.